# Anne de Guigné
Anne de Guigné (Annecy-le-Vieux, 25 de abril de 1911 - Cannes, 14 de janeiro de 1922) era uma jovem francesa que foi declarada em 1990 como Venerável pelo Papa João Paulo II.
Nascida em uma "família profundamente cristã", no Chateau de la Cour em Annecy-le-Vieux.  A morte de seu pai, que caiu na frente de seus caçadores alpinos em 1915, foi aos quatro anos o princípio desencadeador de sua "conversão". Ela era uma criança de inteligência viva, vontade ardente, facilmente violenta e ciumenta, dificilmente submissa e bastante dominadora. Aos quatro anos, iniciou uma profunda transformação, seu amor por sua mãe tornou-se "o caminho de Deus" e rapidamente adquiriu uma doçura e abnegação incomuns, agora dominando seu comportamento.
Ela fez sua primeira comunhão aos 6 anos de idade. Mas sua tenra idade exigia uma isenção. O bispo impôs-lhe, assim, um "exame" que ele atravessará com uma facilidade desconcertante. "Espero que ainda estejamos no nível de instrução religiosa dessa criança", disse o examinador.

## Vida
Anne era a mais velha de quatro irmãos. Seus pais eram ricos e proeminentes. O pai de Anne era o conde Jacques de Guigné, segundo tenente no 13º Batalhão, Chambéry dos Chasseurs Alpins. A mãe de Anne nasceu Antoinette de Charette em 19 de setembro de 1886, sendo sobrinha de François de Charette, o conhecido general que liderou os soldados da França na Batalha de Patay. A avó materna de Anne, Françoise Eulalie, Marie Madeleine de Bourbon-Busset era descendente direta do sexto filho do rei Luís IX da França, Robert, conde de Clermont.
Anne era a mais velha de quatro filhos e, até os quatro anos de idade, era vista como uma garota ciumenta e orgulhosa. Em 29 de julho de 1915, o pai de Anne morreu liderando um ataque contra os alemães. Quando a mãe de Anne contou a Anne, ela era uma criança mudada. Com entendimento maduro, ela disse à mãe que seu pai estava com os anjos. Depois daquele dia, Anne não era mais rude e ciumenta. Em vez disso, trabalhou duro para agradar a mãe e tornou-se muito religiosa.

### Morte
Anne começou a ter dores de cabeça devido a dores na coluna vertebral, mas ainda fazia seu trabalho na escola. Tornou-se tão ruim, e ela entrou em coma, e o médico viu que ela tinha meningite. Às 5h25, sábado, 14 de janeiro de 1922, Anne morreu em paz.

## Processo de beatificação
Já em 1922, a Revue du Rosaire publicou um artigo escrito pelo padre Bernadot que levou à publicação de um livro, publicado várias vezes e em vários idiomas. Logo a diocese recebe muitas cartas da França e do mundo, que atestam a profunda confiança que os fiéis de todas as condições têm por aquele que gostamos de chamar de "a pequena santa". Muitas outras pessoas começaram a se reunir em seu túmulo em Annecy-le-Vieux e na sala onde ela morreu em Cannes.
Diante da reputação de santidade da neta, o bispo de Annecy iniciou seu processo de beatificação, desde 21 de janeiro de 1932. No entanto, os estudos realizados em Roma não tiveram sucesso muito rápido, o caso de uma jovem santa, não martirizada, nunca foi perguntado, principalmente porque nenhum milagre ou cura nunca foi notado. O julgamento pelo reconhecimento das "virtudes heróicas" de Anne foi finalmente concluído em 1981, em nome de seus esforços para melhorar.

Ela foi proclamada Venerável em 3 de março de 1990 pelo Papa João Paulo II e, enquanto aguarda a beatificação.